# Zweidimensionale Yang-Mills-Theorie
Zweidimensionale Yang-Mills-Theorie (auch D = 2 Yang-Mills-Theorie, kurz D = 2 YM) ist in der Differentialgeometrie der Spezialfall der Yang-Mills-Theorie über einer Basismannigfaltigkeit mit zwei Dimensionen. Dieser Spezialfall erlaubt die Konstruktion des Yang-Mills-Maßes auf dem Raum aller Zusammenhänge des Hauptfaserbündels sowie ihren Orbiträumen bezüglich der Eichgruppe. Außerdem sind alle nichtflachen Yang-Mills-Zusammenhänge bereits Yang-Mills-Higgs-Zusammenhänge für ein nichttriviales Higgs-Feld, welches sich direkt aus diesen konstruieren lässt. Eine zentrale Anwendung findet die zweidimensionale Yang-Mills-Theorie in einer zweidimensionalen Formulierung der Quantenchromodynamik (auch ’t Hooft-Modell genannt), welche die starke Wechselwirkung beschreibt.

## Grundlagen
Sei {\displaystyle G} eine Lie-Gruppe mit Lie-Algebra {\displaystyle {\mathfrak {g}}} und {\displaystyle E\twoheadrightarrow B} ein {\displaystyle G}-Hauptfaserbündel, wobei {\displaystyle B} eine orientierbare Riemannsche 2-Mannigfaltigkeit ist. Es sei {\displaystyle A\in \Omega _{\operatorname {Ad} }^{1}(E,{\mathfrak {g}})\cong \Omega ^{1}(B,\operatorname {Ad} (E))} ein Zusammenhang und {\displaystyle F_{A}:=\mathrm {d} A+{\frac {1}{2}}[A\wedge A]\in \Omega _{\operatorname {Ad} }^{2}(E,{\mathfrak {g}})\cong \Omega ^{2}(B,\operatorname {Ad} (E))} dessen Krümmungsform. Da {\displaystyle B} zweidimensional ist, kann {\displaystyle \operatorname {tr} (F_{A})\in \Omega ^{2}(B)} (auch notiert als {\displaystyle \langle F_{A}\rangle }), wobei {\displaystyle \operatorname {tr} } die Spur (englisch trace) notiert und die Differentialform wieder reellwertig macht, über dieser integriert werden (wofür die Riemannsche Struktur notwendig ist). Gemäß der Chern-Weil-Theorie ergibt dies für {\displaystyle G<\operatorname {U} (n)} (was für jedes kompakte {\displaystyle G} wegen des Satzes von Peter-Weyl erfüllt ist) die erste Chern-Klasse des Hauptfaserbündels (definiert als die des assoziierten Vektorbündels {\displaystyle E\times _{G}\mathbb {C} ^{n}}):
{\displaystyle \langle c_{1}(E),[B]\rangle =\langle c_{1}(E\times _{G}\mathbb {C} ^{n}),[B]\rangle =-{\frac {i}{2\pi }}\int _{B}\operatorname {tr} (F_{A})\in \mathbb {Z} .}
Die Kronecker-Paarung der ersten Chern-Klasse {\displaystyle c_{1}(E)\in H^{2}(B;\mathbb {Z} )} mit der durch die (ebenso im Integral eingehende) Orientierung gegebenen Fundamentalklasse {\displaystyle [B]\in H_{2}(B,\mathbb {Z} )} wird dabei zur Vereinfachung auch oft weggelassen. In diesem Fall vergleicht die Gleichung jedoch eine Kohomologieklasse mit einer ganzen Zahl.
Ist {\displaystyle A} flach ({\displaystyle F_{A}=0}), dann ist also {\displaystyle c_{1}(E)=0}. Daher ist die erste Chern-Klasse eine Obstruktion für die Existenz von flachen Zusammenhängen auf zweidimensionalen Mannigfaltigkeiten. Yang-Mills-Zusammenhänge ({\displaystyle \mathrm {d} _{A}\star F_{A}=0}) sind dadurch nicht nur eine Verallgemeinerung von flachen Zusammenhängen, sondern ebenfalls eine Alternative für Hauptfaserbündel, auf denen diese nicht existieren.

## Spezialfall

### Yang-Mills-Higgs-Gleichungen
In den Yang-Mills-Gleichungen {\displaystyle \mathrm {d} _{A}\star F_{A}=0} wird noch zusätzlich der Hodge-Stern-Operator {\displaystyle \star } auf die Krümmungsform {\displaystyle F_{A}} angewendet. Da {\displaystyle B} eine 2-Mannigfaltigkeit ist, ergibt dies eine 0-Form {\displaystyle \star F_{A}\in \Omega ^{0}(B,\operatorname {Ad} (E))=\Gamma ^{\infty }(B,\operatorname {Ad} (E))}. Daher ist der Grad nur in dieser Dimension identisch mit dem eines Higgs-Feldes {\displaystyle \Phi }, wodurch sich eine spezielle Eigenschaft ergibt. Ein Yang-Mills-Zusammenhang {\displaystyle A}, also eine Lösung der Yang-Mills-Gleichungen {\displaystyle \mathrm {d} _{A}\star F_{A}=0}, ist sogar ein Yang-Mills-Higgs-Zusammenhang für das nicht unbedingt triviale Higgs-Feld {\displaystyle \Phi =\star F_{A}}, also eine Lösung der Yang-Mills-Higgs-Gleichungen:
{\displaystyle \star \mathrm {d} _{A}\star F_{A}+[\Phi ,\mathrm {d} _{A}\Phi ]=0;}
{\displaystyle \mathrm {d} _{A}\star \mathrm {d} _{A}\Phi =0.}
Dies folgt einfach daraus, dass die beiden Terme des Higgs-Feldes herausfallen:
{\displaystyle \mathrm {d} _{A}\Phi =\mathrm {d} _{A}\star F_{A}=0.}

### Yang-Mills-Maß
Zuerst definiert wurde das Yang-Mills-Maß von Bruce Driver sowie von Leonard Gross, Christopher King und Ambar Sengupta. Mit der Yang-Mills-Wirkung:
{\displaystyle \operatorname {YM} (A):=\int _{B}\|F_{A}\|^{2}\mathrm {d} \operatorname {vol} _{g}.}
und einem Parameter {\displaystyle T} ist das Yang-Mills-Maß gegeben durch:
{\displaystyle d\mu _{T}(A)={\frac {1}{Z_{T}}}e^{-\operatorname {YM} (A)/T}DA.}

## Anwendung auf die 2-Sphäre
Eine einfache 2-Mannigfaltigkeit ist die 2-Sphäre {\displaystyle S^{2}}. Die komplexe Hopf-Faserung {\displaystyle \mathbb {C} ^{2}\cong \mathbb {R} ^{4}\supset S^{3}\rightarrow S^{2}\cong \mathbb {C} P^{1},(z,w)\mapsto [z:w]} ist etwa ein {\displaystyle \operatorname {U} (1)}-Hauptfaserbündel über {\displaystyle S^{2}}. Zudem korrespondieren derartige Hauptfaserbündel mit der Quantisierung der Ladung eines magnetischen Monopols in drei Dimensionen (auch Dirac-Monopol genannt). Dies entspricht ihrer Klassifikation durch die ganzen Zahlen:
{\displaystyle \operatorname {Prin} _{\operatorname {U} (1)}(S^{2})\cong [S^{2},\operatorname {BU} (1)]=\pi _{2}\operatorname {BU} (1)\cong \pi _{1}\operatorname {U} (1)\cong \pi _{1}S^{1}\cong \mathbb {Z} }
Dabei ist {\displaystyle \operatorname {BU} (1)\cong \mathbb {C} P^{\infty }} der klassifizierende Raum der Eichgruppe {\displaystyle \operatorname {U} (1)}. Das triviale Hauptfaserbündel entspricht {\displaystyle 0\in \mathbb {Z} } und die komplexe Hopf-Faserung entspricht {\displaystyle 1\in \mathbb {Z} }.